# Michele Pellicani
Michele Pellicani (Ruvo di Puglia, 7 luglio 1915 – Roma, 24 settembre 1991) è stato un giornalista, saggista e politico italiano.

## Biografia
Proveniente da una famiglia di idee progressiste, fu membro del Partito Comunista Italiano, ragione per cui dovette scontare un lungo confino in Basilicata durante il regime fascista. Nel 1956 abbandonò il PCI in  seguito ai fatti di Ungheria, spostandosi su posizioni libertarie e riformiste. Fu eletto deputato per la prima volta nella IV legislatura della Repubblica Italiana alla Camera dei deputati nel 1963 per il Partito Socialista Democratico Italiano di Saragat. Successivamente, fra il 1968 e il 1976, è stato rieletto nella V e VI Legislatura per il Partito Socialista Unificato e infine per il Partito Socialista Italiano. Fu dunque nominato sottosegretario di stato nel Governo Rumor I alla Pubblica Istruzione; nel Governo Rumor III a Grazia e Giustizia; nel Governo Colombo a Grazia e Giustizia; nel Governo Rumor IV alla Difesa.
Ha presentato numerose proposte di legge sia come primo firmatario che come co-proponente, fra le quali si evidenziano principalmente quella sul voto ai diciottenni, sulla pensione sociale, sulla obiezione di coscienza al servizio militare di leva, sul divorzio. Fu giornalista e direttore fra l'altro della rivista Vie nuove e del quotidiano del PSDI, La giustizia, ha scritto inoltre svariati saggi politici.
Era il padre del saggista, sociologo e giornalista Luciano Pellicani.

## Opere
- Radiografia del comunismo, Prefazione di Ignazio Silone, con uno scritto di Indro Montanelli, Roma, Società Editrice Democratica, dicembre 1961.
- La tragedia della classe operaia, Ed. Azione Comune, 1964.
- Le avventure del marxismo, Ed. Cicerone, 1968.
- Dalla rivoluzione al riformismo, Milano, Sugar, 1972.